# Stephen Pearson
Stephen Pearson (ur. 2 października 1982 w Lanark) – szkocki piłkarz grający na pozycji obrońcy.
Jest wychowankiem Motherwell F.C. w którym grał w latach 2000–2004. Rozegrał tam 80 meczów. Później przenósł się do Celticu. Przeszedł do niego za sumę 350.000 funtów brytyjskich. Kolejnym jego klubem w karierze jest Derby County. Przeszedł do niego za milion funtów brytyjskich. Początkowo grał w podstawowym składzie, lecz później miał już problemy z wyjściem w podstawowym składzie. Dlatego też wypożyczono go do Stoke City, gdzie wystąpił w czterech meczach. W reprezentacji Szkocji rozegrał 10 spotkań.